# Bershka
Bershka est une chaîne de magasins de prêt-à-porter pour homme et femme, fondée en 1998 par le groupe espagnol Inditex et dont le PDG est Antonio Flórez de la Fuente depuis fin 2024.

## Historique

Logo de Bershka jusqu'en 2023.

Créée par le groupe espagnol Inditex, Bershka voit le jour en avril 1998. La marque commence à conquérir l'Europe, en s'implantant dans de grandes villes telles que Paris, Amsterdam ou encore Milan.
« En seulement 2 ans, la marque Bershka devient populaire dans le monde entier. Cela a été facilité par une politique orientée sur la mode de masse pour une clientèle âgée de 14-25 ans, des prix abordables et une vaste gamme d'articles ».
L'enseigne cible un public jeune, le groupe des 12 à 39 ans. La chaîne possède plus de 1 000 magasins dans plus de 70 marchés, et ses ventes représentent 9 % du chiffre d’affaires du groupe. Les activités de l’entreprise englobent la création, la fabrication, la distribution et la vente d’articles de mode dans les magasins.
Le siège social est situé dans la ville de Palafolls en Espagne et la production principale est au Bangladesh et en Chine.

## Magasins
Bershka sélectionne des zones commerciales dans chaque ville et s'installe prioritairement dans les principales rues commerçantes. 
En août 2022, Bershka, ainsi que Pull&Bear et Stradivarius, ont fermé leurs magasins TMall et leurs points de vente physiques en Chine.
En 2023, la marque compte un millier de magasins dans 70 pays, avec un chiffre d'affaires de plus de deux milliards d'euros représentant 9 % d'Inditex.

## Produits
La marque Bershka offrait du prêt-à-porter ainsi que des accessoires uniquement pour les femmes. C'est à partir de 2008, qu'elle commence à commercialiser des vêtements pour les hommes. Le style de la marque est coloré, tendance et décalé.
La collection est entièrement renouvelée chaque année et comprend plus de 4000 articles de vêtements, accessoires et chaussures.

## Bershka France
Le premier magasin de la marque est ouvert en août 2003 dans le centre commercial Rosny 2. La filiale française est immatriculée en octobre 2010. En 2022, le groupe compte plus de 50 magasins en France.